# Telaga Suka
Telaga Suka is een bestuurslaag in het regentschap Labuhan Batu van de provincie Noord-Sumatra, Indonesië. Telaga Suka telt 2979 inwoners (volkstelling 2010).